# Krai del Cáucaso
El krai del Cáucaso (en ruso: Кавказский край) fue una división administrativa (un krai) del Imperio ruso. Fue establecido en 1844. Hasta 1882 la cabeza del krai era el virrey (en ruso: наместник, naméstnik), entre 1882 y 1905 fue el comandante supremo (en ruso: главноуправляющий o главноначальствующий, glavnoupravliáyuschi o glavnonachálstvuyuschi), y entre 1905 y 1917 de nuevo el naméstnik. La capital era la ciudad de Tiflis.

## División administrativa
El krai constaba de las siguientes gubernias, óblast y ókrugs:
- Gobernación de Bakú
- Gobernación de Elizavetpol
- Gobernación de Ereván
- Gobernación de Kutaisi
- Gobernación de Stávropol
- Gobernación de Tiflis
- Óblast de Daguestán
- Óblast de Kars
- Óblast de Kubán
- Óblast de Tersk
- Ókrug de Chernomore
- Ókrug de Sujumi
- Ókrug de Zakatali